# Premio Lemelson-MIT
Il programma Lemelson-MIT assegna, ogni anno, diversi premi a inventori negli Stati Uniti. Il più importante è il Premio Lemelson-MIT, che è stato conferito nel 1994 da Jerome H. Lemelson, finanziato dalla Lemelson Foundation, ed è amministrato attraverso la School of Engineering presso il Massachusetts Institute of Technology. Il vincitore riceve $ 500.000, rendendolo il più elevato premio in denaro per l'invenzione negli Stati Uniti
Il premio Lemelson-MIT Award for Global Innovation da 100.000 dollari (precedentemente chiamato Award for Sustainability) è stato assegnato l'ultima volta nel 2013. L'Award for Global Innovation ha sostituito il Lemelson-MIT Lifetime Achievement Award da $ 100.000, assegnato dal 1995 al 2006. Il premio alla carriera ha dato il riconoscimento a personalità eccezionali il cui spirito pionieristico e inventivo, nel corso della loro carriera, ha migliorato la società e ispirato gli altri.
Il programma Lemelson-MIT assegna anche premi di invenzione per studenti universitari, chiamati Lemelson-MIT Student Prize.

## Elenco dei vincitori
Fonte:
2019

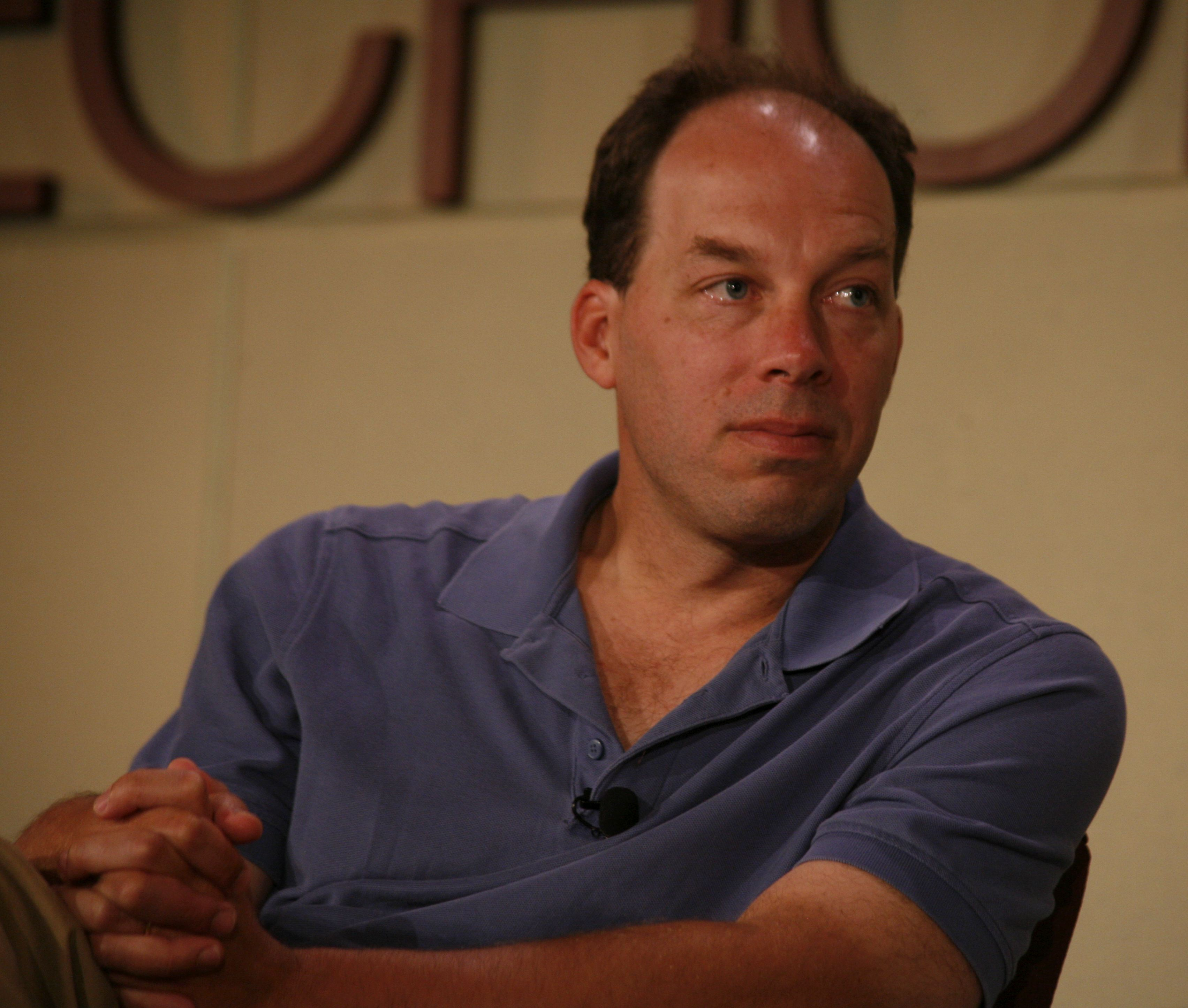
Stefano Quake

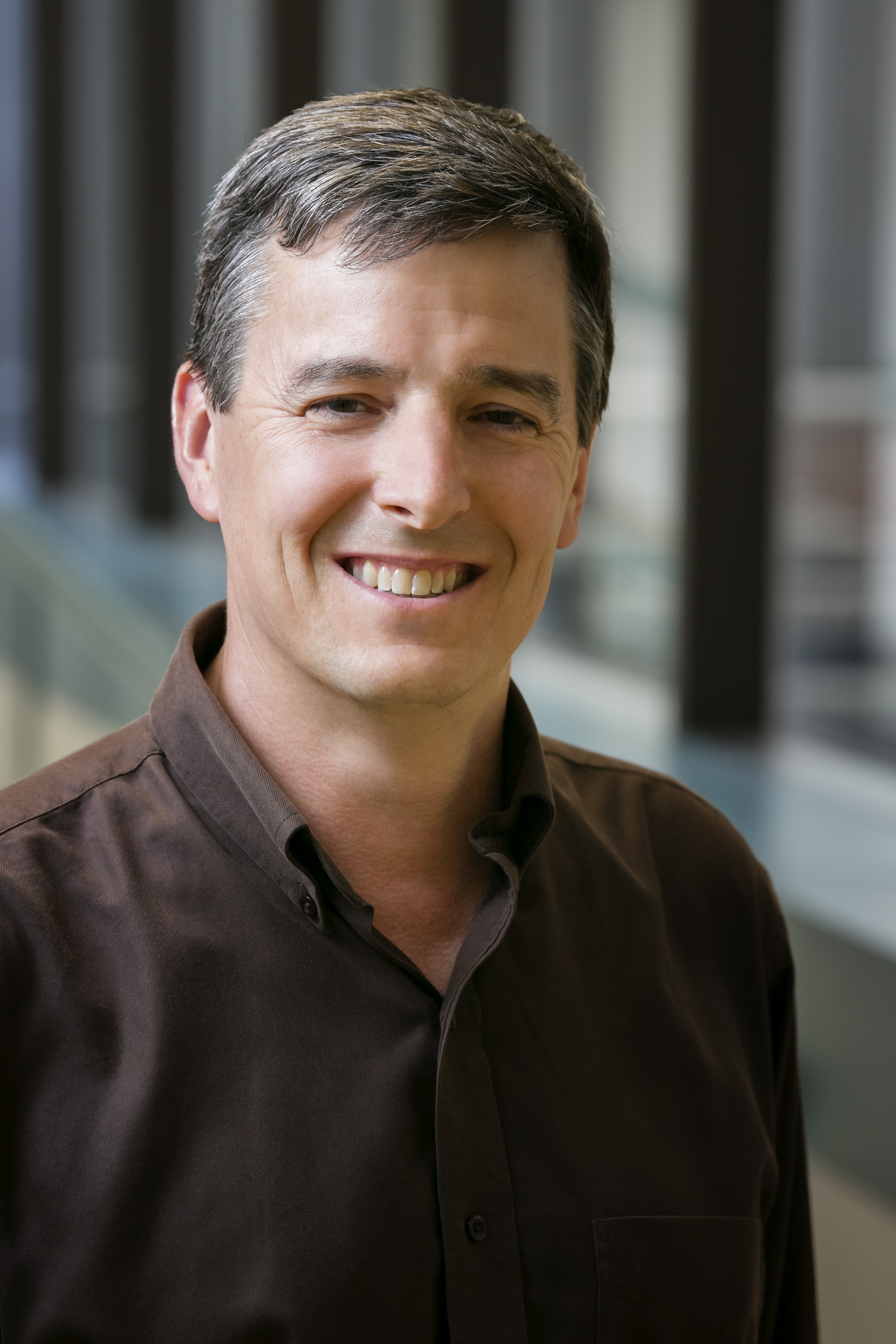
John A. Rogers

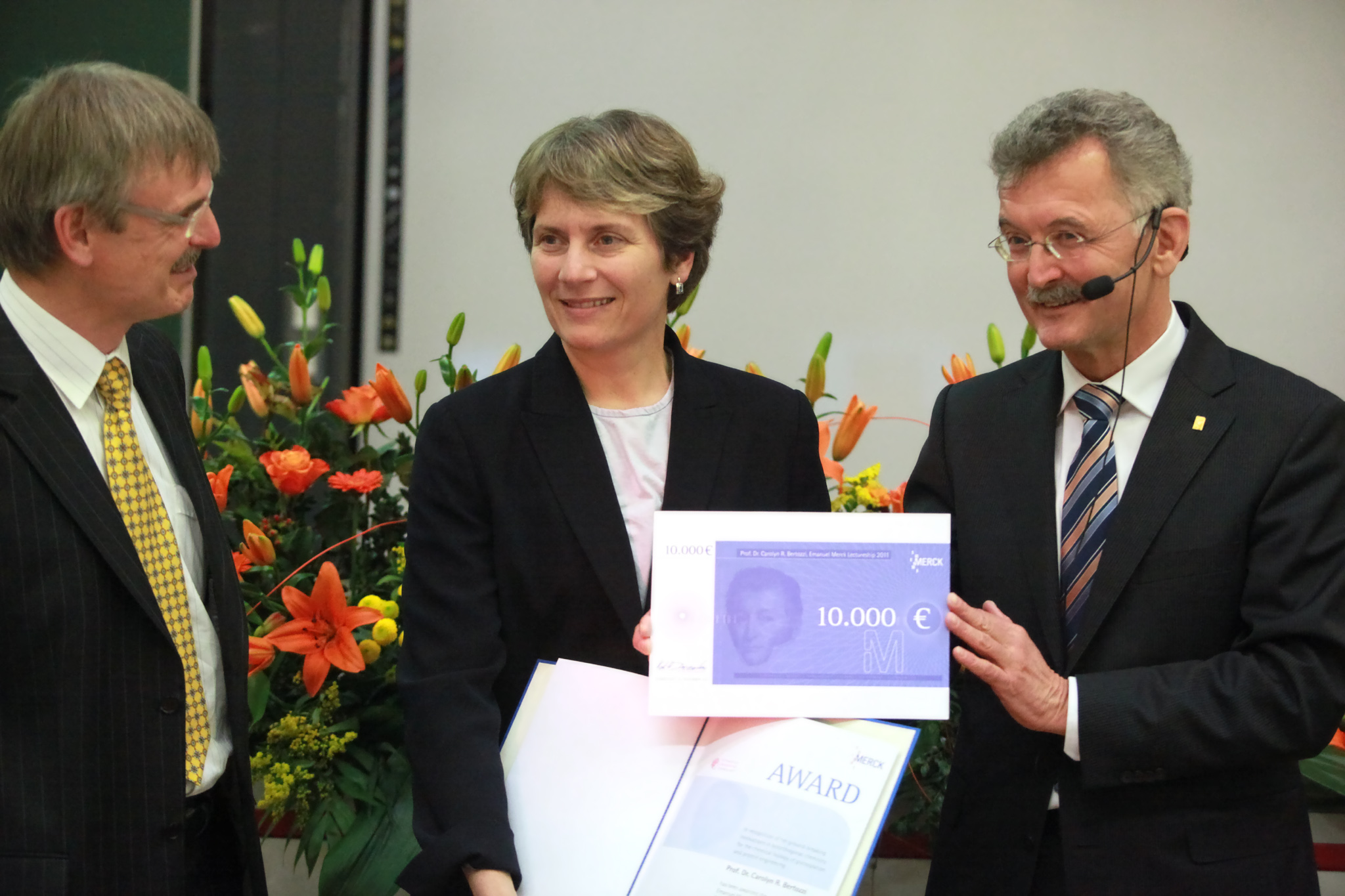
Carolyn R. Bertozzi, riceve la Emanuel Merck Lectureship nel 2011

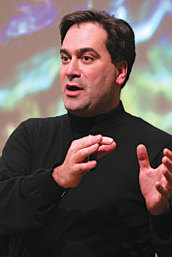
Ciad Mirkin

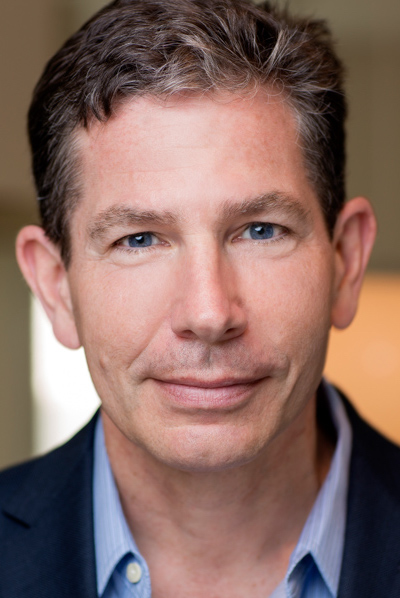
Joel Selanikio

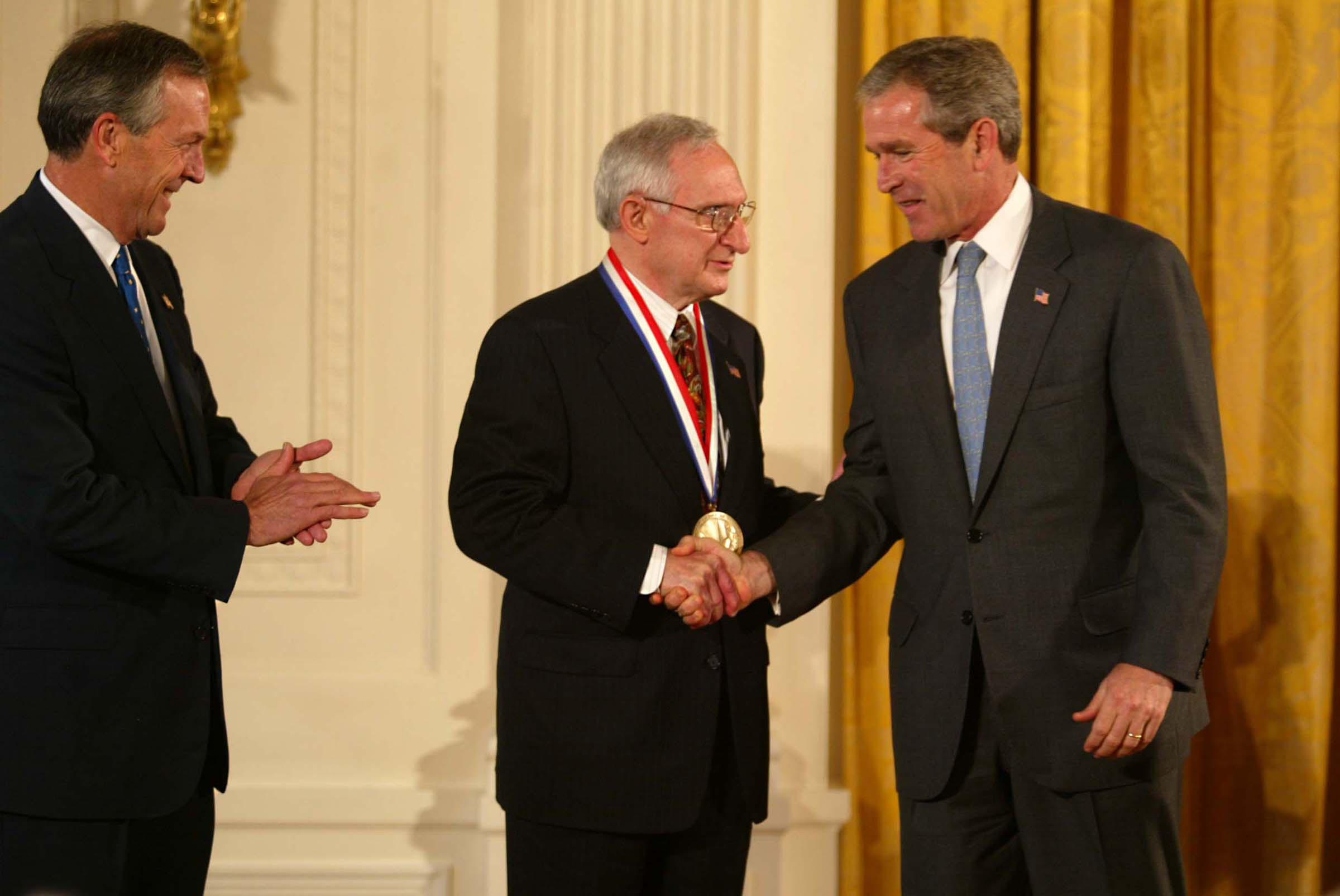
Sidney Pestka (al centro) riceve la National Medal of Technology dal presidente George W. Bush (a destra)

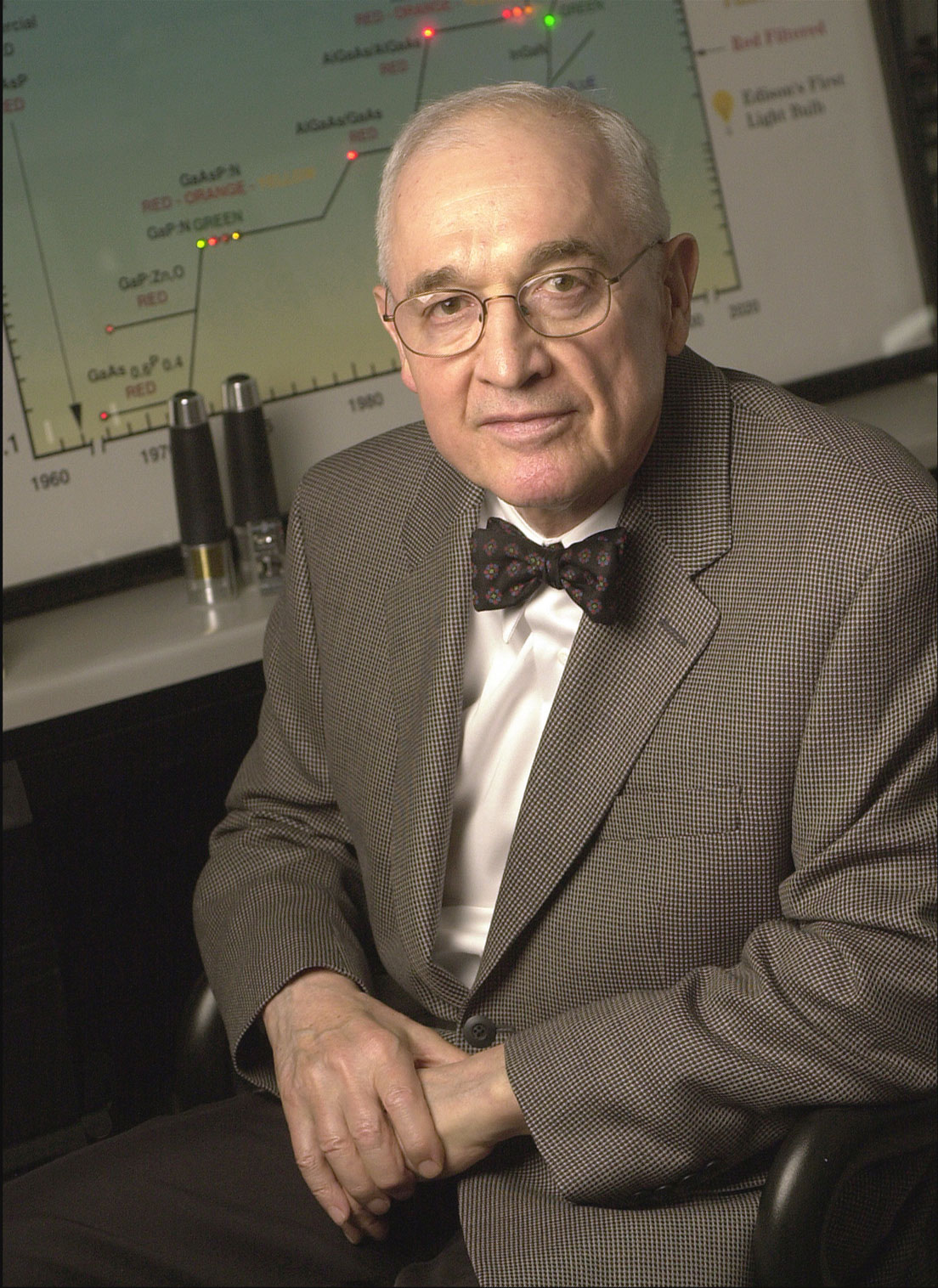
Nick Holonyak Jr.

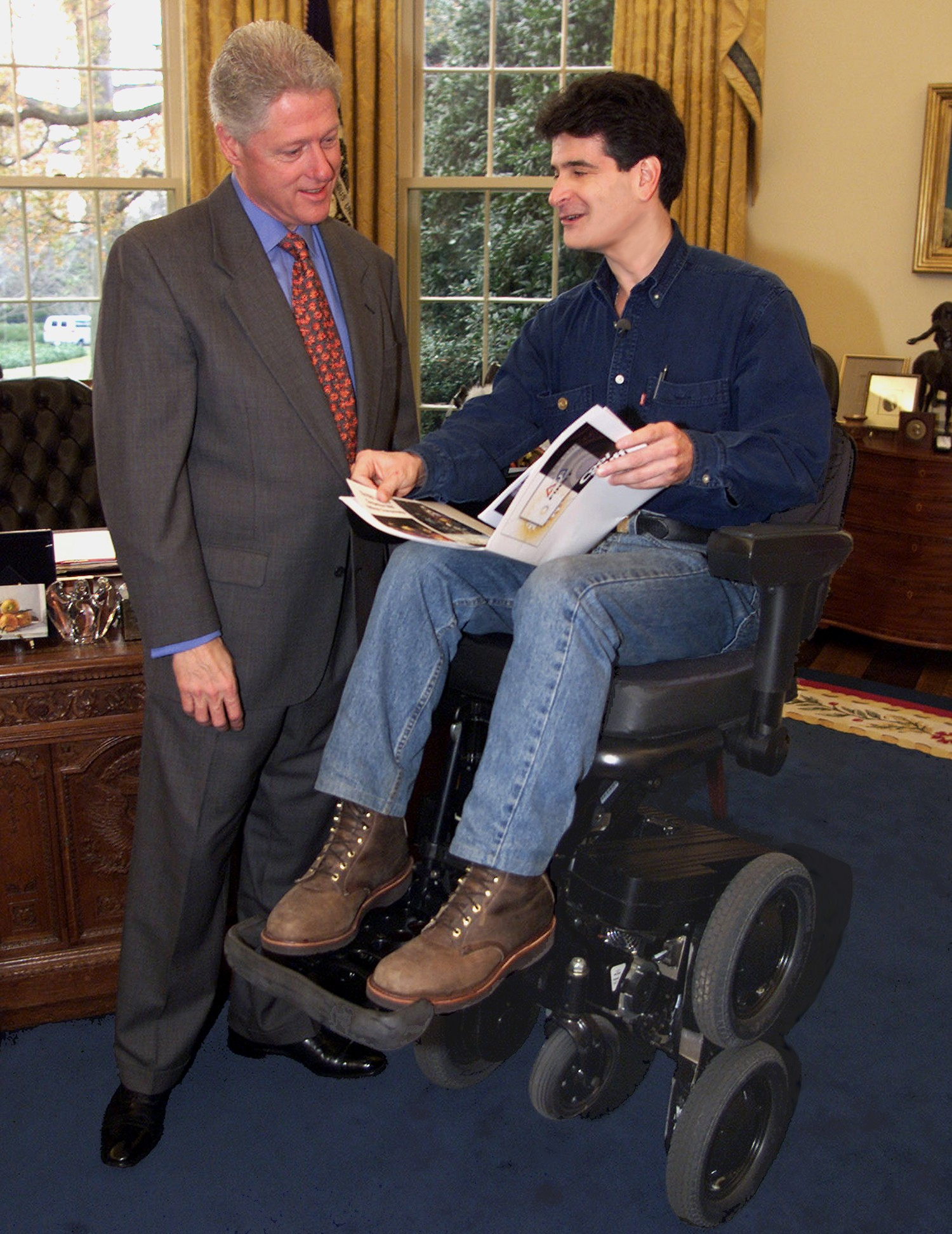
Il presidente Clinton e il decano Kamen alla Casa Bianca, Kamen in sella al sistema di mobilità iBOT

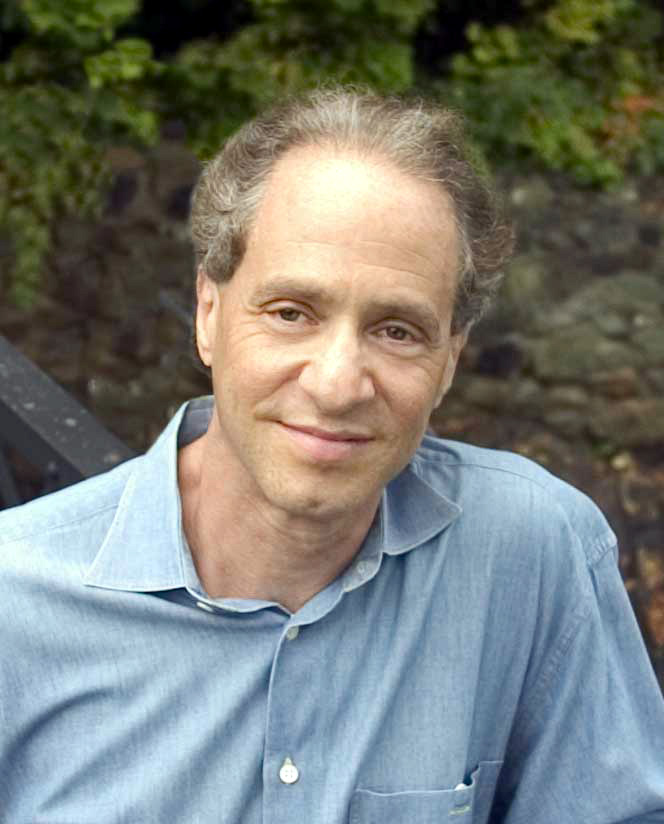
Ray Kurzweil

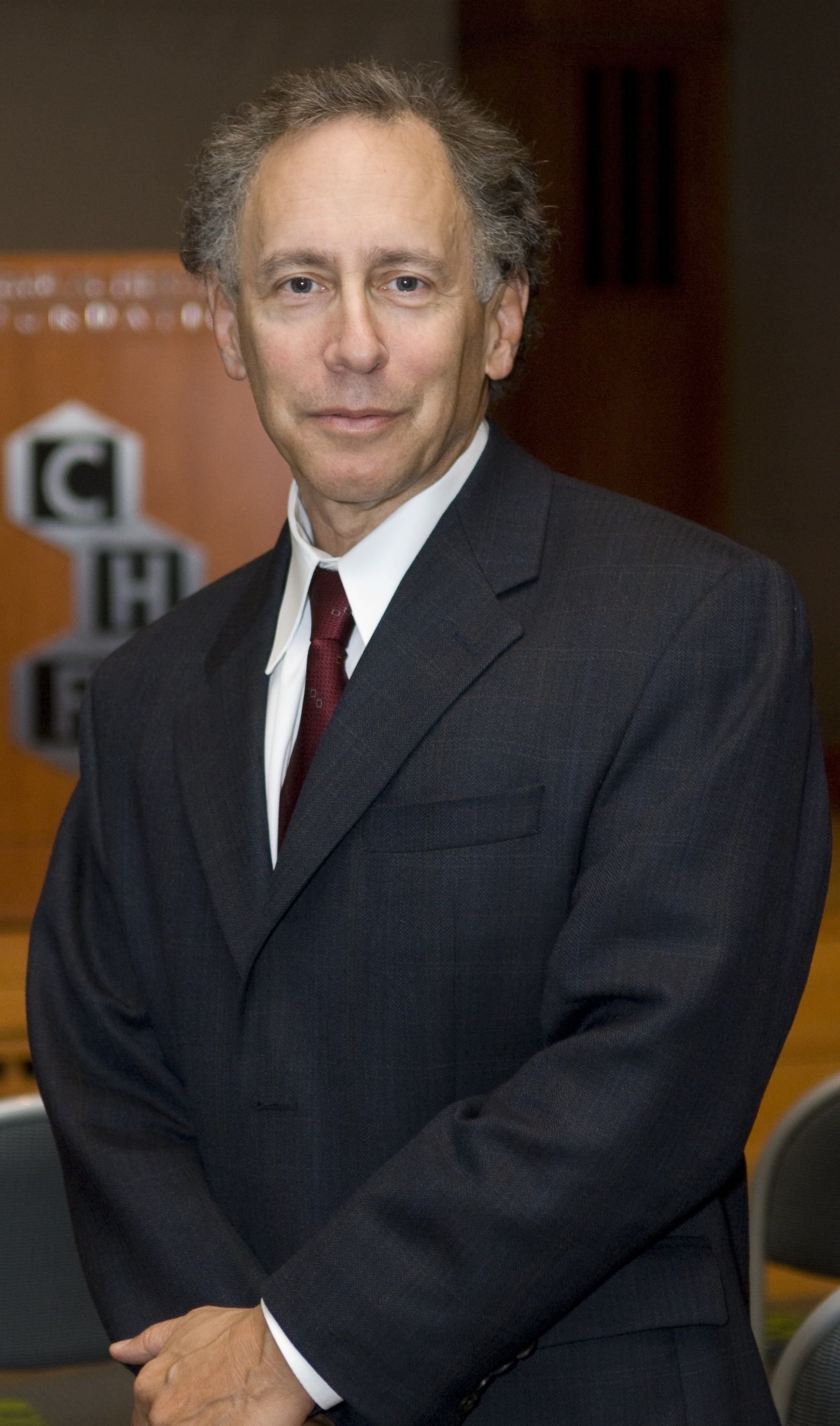
Bob Langer

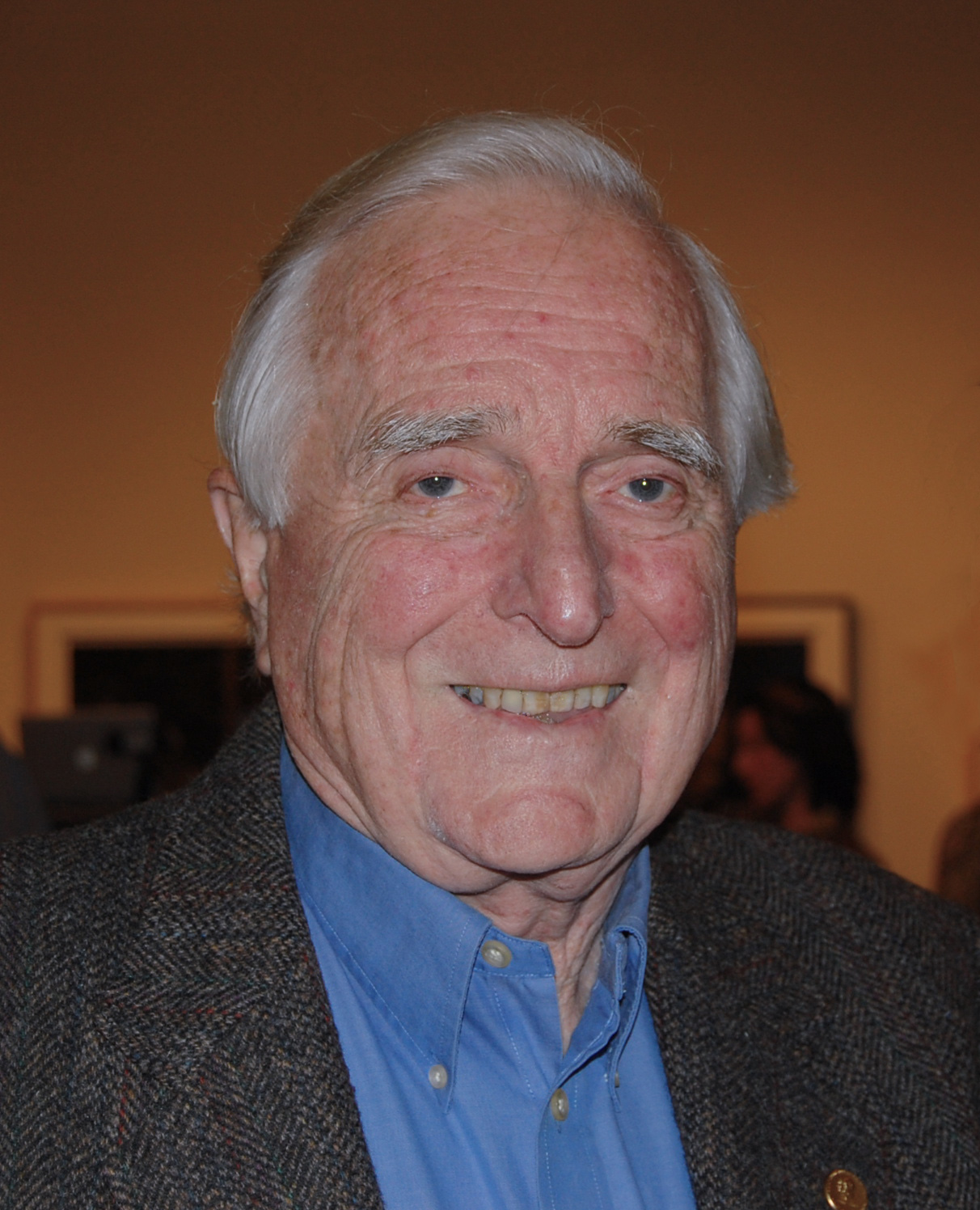
Douglas Engelbart

- Cody Friesen (Premio Lemelson-MIT)[2]

2018
- Luis von Ahn (Premio Lemelson-MIT)[3]

2017
- Feng Zhang (Premio Lemelson-MIT)[2]

2016
- Ramesh Raskar (Premio Lemelson-MIT)[4]

2015
- Jay Whitacre (Premio Lemelson-MIT)[5]

2014
- Sangeeta N. Bhatia (Premio Lemelson-MIT)[2]

2013
- Angela Belcher (Premio Lemelson-MIT)[6]
- Rebecca Richards-Kortum e Maria Oden (Premio Lemelson-MIT per l'innovazione globale)

2012
- Stephen Quake (Premio Lemelson-MIT)[7] (scienziato, inventore, imprenditore, professore di biofisica e genomica alla Stanford University)
- Ashok Gadgil (Premio Lemelson-MIT per l'innovazione globale)

2011
- John A. Rogers (Premio Lemelson-MIT) (professore, chimico fisico e scienziato dei materiali presso la Northwestern University)
- Elizabeth Hausler (Premio Lemelson-MIT per la sostenibilità)

2010
- Carolyn Bertozzi (Premio Lemelson-MIT)
- BP Agrawal (Premio Lemelson-MIT per la sostenibilità)

2009
- Chad Mirkin (Premio Lemelson-MIT), George B. Rathmann professore di chimica, professore di medicina, professore di scienza e ingegneria dei materiali, professore di ingegneria biomedica, professore di ingegneria chimica e biologica e direttore dell'Istituto internazionale di nanotecnologia e Centro per la nanofabbricazione e l'autoassemblaggio molecolare presso la Northwestern University
- Joel Selanikio[8] (Lemelson–MIT Award for Sustainability), CEO e co-fondatore, Magpi, e Assistant professor of pediatrics, Georgetown University Hospital

2008
- Joseph DeSimone (Premio Lemelson-MIT)
- Martin Fisher (Premio Lemelson-MIT per la sostenibilità)

2007
- Timothy M. Swager (Premio Lemelson-MIT)
- Lee Lynd (Premio Lemelson-MIT per la sostenibilità)

2006
- James Fergason (Premio Lemelson–MIT) per le sue innovazioni nei display a cristalli liquidi.
- Sidney Pestka (Premio alla carriera Lemelson-MIT)

2005
- Robert Dennard (Premio alla carriera Lemelson-MIT)

2004
- Nick Holonyak, (Premio Lemelson-MIT) (John Bardeen Endowed Chair Emeritus in Electrical and Computer Engineering and Physics presso l'Università dell'Illinois a Urbana-Champaign)
- Edith M. Flanigen (Premio alla carriera Lemelson-MIT)

2003
- Leroy Hood (Premio Lemelson-MIT) per la sua invenzione di quattro dispositivi che hanno contribuito a sbloccare il genoma umano, incluso il sequenziatore di DNA automatizzato.
- William P. Murphy Jr. (Premio alla carriera Lemelson-MIT)

2002
- Dean Kamen (Premio Lemelson–MIT) per la sua invenzione del Segway e di una pompa per infusione per diabetici.
- Ruth R. Benerito (Premio alla carriera Lemelson-MIT)

2001
- Raymond Kurzweil (Premio Lemelson–MIT) (autore, informatico, inventore e futurista di Google)
- Raymond Damadian (Lemelson–MIT Lifetime Achievement Award) per il suo lavoro nella risonanza magnetica (MRI).

2000
- Thomas Fogarty (Premio Lemelson-MIT)
- Al Gross (Lemelson–MIT Lifetime Achievement Award) per la sua invenzione del primo walkie-talkie, radio CB, cercapersone e telefono cordless.

1999
- Carver Mead (Premio Lemelson-MIT)
- Stephanie Kwolek (Lemelson–MIT Lifetime Achievement Award) per il suo lavoro sui polimeri liquido-cristallini e lo sviluppo del tessuto corazzato Kevlar.

1998
- Robert Langer (Premio Lemelson-MIT) (Professore del David H. Koch Institute presso il Massachusetts Institute of Technology)
- Jacob Rabinow (Lemelson–MIT Lifetime Achievement Award) per il primo supporto di memorizzazione magnetica a forma di disco per computer, la frizione a particelle magnetiche, il primo fonografo rettilineo, il primo orologio autoregolante e una "macchina da lettura" la prima ad utilizzare il principio della "miglior corrispondenza".

1997
- Douglas Engelbart (Premio Lemelson–MIT) (pioniere di computer e Internet) per la sua invenzione del mouse per computer.
- Gertrude Elion (Lemelson – MIT Lifetime Achievement Award) per le seguenti invenzioni:
  - 6-mercaptopurina (Purinethol), il primo trattamento per la leucemia.
  - azatioprina (Imuran), il primo agente immunosoppressore, utilizzato per i trapianti di organi.
  - allopurinolo (Zyloprim), per la gotta.
  - pirimetamina (Daraprim), per la malaria.
  - trimetoprim (Septra), per meningite, sepsi e infezioni batteriche delle vie urinarie e respiratorie.
  - aciclovir (Zovirax), per l'infezione da virus herpes simplex.

1996
- Stanley Norman Cohen (Co-destinatario, Premio Lemelson-MIT) per lo sviluppo di metodi per combinare e trapiantare i geni.
- Herbert Boyer (Co-destinatario, Premio Lemelson-MIT) per lo sviluppo di metodi per combinare e trapiantare i geni.
- Wilson Greatbatch (Lemelson–MIT Lifetime Achievement Award) per lo sviluppo di batterie per i primi pacemaker cardiaci impiantabili.

1995
- William Bolander (Premio Lemelson-MIT)
- William Hewlett (co-destinatario, Lemelson – MIT Lifetime Achievement Award)
- David Packard (co-destinatario, Lemelson – MIT Lifetime Achievement Award)